# Tour du Japon
Le Tour du Japon (ツアー・オブ・ジャパン, tsuā obu japan) est une épreuve cycliste par étapes organisée au Japon depuis 1996. L'épreuve fait partie de l'UCI Asia Tour en catégorie 2.2. Elle est annulée en 2011 à la suite du tremblement de terre du 11 mars.
L'édition 2020 est annulée, en raison de la pandémie de maladie à coronavirus.

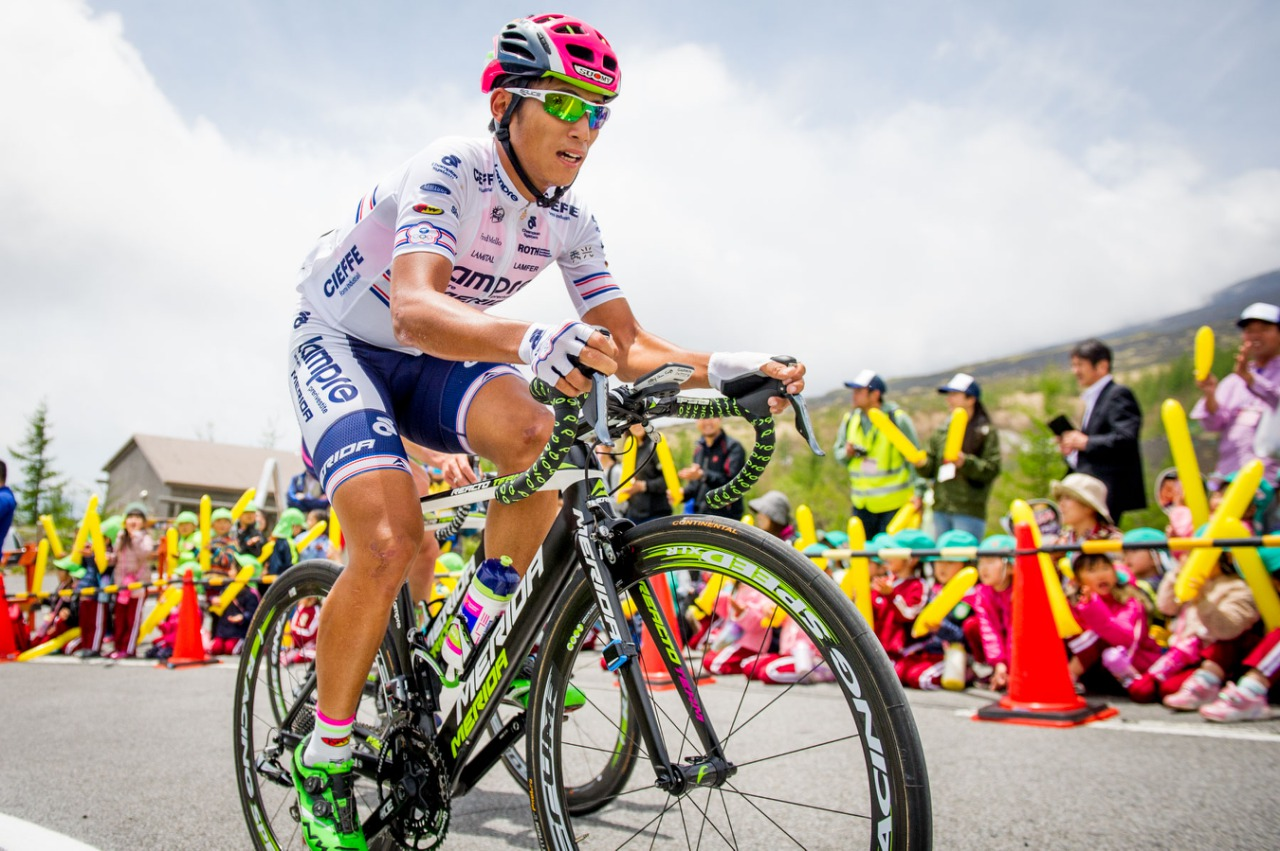
Tour du Japon 2015

## Palmarès
| Année | Vainqueur                                      | Deuxième                                       | Troisième                                      |
| ----- | ---------------------------------------------- | ---------------------------------------------- | ---------------------------------------------- |
| 1996  | Jean-Philippe Duracka                          | David Lefèvre                                  | Daisuke Imanaka                                |
| 1997  | Bart Bowen                                     | Riccardo Ferrari                               | Peter Rogers                                   |
| 1998  | Frank McCormack                                | Jaroslav Bilek                                 | Andreas Walzer                                 |
| 1999  | Andrzej Sypytkowski                            | Denis Lunghi                                   | Nick Gates                                     |
| 2000  | Mauro Gianetti                                 | Grzegorz Wajs                                  | René Haselbacher                               |
| 2001  | Pawel Niedzwiecki                              | Pietro Zucconi                                 | Scott Davis                                    |
| 2002  | Oleksandr Klymenko                             | Simone Mori                                    | Bert Scheirlinckx                              |
| 2003  | Non disputé                                    | Non disputé                                    | Non disputé                                    |
| 2004  | Shinichi Fukushima                             | Roberto Lozano                                 | Christian Heule                                |
| 2005  | Félix Cárdenas                                 | Andrey Mizourov                                | Matteo Carrara                                 |
| 2006  | Vladimir Duma                                  | John-Lee Augustyn                              | Andrey Mizourov                                |
| 2007  | Francesco Masciarelli                          | Valentin Iglinskiy                             | Aleksandr Dyachenko                            |
| 2008  | Cameron Meyer                                  | Jai Crawford                                   | Vincenzo Garofalo                              |
| 2009  | Sergio Pardilla                                | Gong Hyo-suk                                   | Dmitriy Fofonov                                |
| 2010  | Cristiano Salerno                              | Andrey Mizourov                                | Aleksandr Chouchemoïne                         |
| 2011  | Non disputé                                    | Non disputé                                    | Non disputé                                    |
| 2012  | Fortunato Baliani                              | Julián Arredondo                               | Jarosław Dabrowski                             |
| 2013  | Fortunato Baliani                              | Julián Arredondo                               | Damien Monier                                  |
| 2014  | Samad Poor Seiedi                              | Grega Bole                                     | Ghader Mizbani                                 |
| 2015  | Samad Poor Seiedi                              | Rahim Ememi                                    | Hossein Askari                                 |
| 2016  | Óscar Pujol                                    | Marcos García                                  | Samad Poor Seiedi                              |
| 2017  | Óscar Pujol                                    | Nathan Earle                                   | Hamid Pourhashemi                              |
| 2018  | Marcos García                                  | Hermann Pernsteiner                            | Thomas Lebas                                   |
| 2019  | Chris Harper                                   | Benjamín Prades                                | José Vicente Toribio                           |
| 2020  | Annulé en raison de la pandémie de coronavirus | Annulé en raison de la pandémie de coronavirus | Annulé en raison de la pandémie de coronavirus |
| 2021  | Nariyuki Masuda                                | Thomas Lebas                                   | Masaki Yamamoto                                |
| 2022  | Nathan Earle                                   | Benjamin Dyball                                | Thomas Lebas                                   |
| 2023  | Nathan Earle                                   | Benjamin Dyball                                | Atsushi Oka                                    |
| 2024  | Giovanni Carboni                               | Merhawi Kudus                                  | Benjamin Dyball                                |
| 2025  | Alessandro Fancellu                            | Simone Raccani                                 | Benjamin Dyball                                |